# Strategický plán rozvoje
Strategický plán rozvoje je jeden ze základních dokumentů územního celku (města, obce či mikroregionu) vyjadřující předpokládaný vývoj daného celku v dlouhodobějším časovém horizontu. Strategický plán je koncepční a rozvojový dokument vytvářený městským nebo obecním úřadem, jenž vychází ze současného stavu veřejných a soukromých aktivit demografického, ekonomického, sociálního, kulturního a ekologického charakteru na území města. Jeho hlavním smyslem je organizace rozvoje na bázi slaďování jednotlivých zájmů tak, aby město prosperovalo jako celek, a poskytování určité orientace pro podnikatelské subjekty při stanovování jejich dlouhodobějších podnikatelských plánech.
Strategický plán sestavuje zpravidla větší skupina autorů s různým odborným zaměřením. Doba sestavování plánu je přibližně půl roku až rok, u komplikovaných plánů může být i delší. Plány jsou často oponovány neziskovými organizacemi.
Správný strategický plán má následující součásti:
- Vize - jedna nebo dvě věty, které říkají, jakého cíle chtějí autoři plánu dosáhnout
- Teze - cca 1 strana, shrnující klíčové oblasti, které má plán řešit
- Shrnutí současného stavu
- Formulace cílových skupin plánu (pro koho je plán určen)
- SWOT analýza (analýza silných a slabých stránek, příležitostí a hrozeb)
- Přehled jednotlivých oblastí rozvoje (např. doprava - kultura - životní prostředí apod.)
- Harmonogram plnění plánu
- Závěr, obsahující doložku o schválení zastupitelstvem a době platnosti